# Gran Premi Ciclista de Quebec 2013
El Gran Premi Ciclista de Quebec 2013 fou la quarta edició del Gran Premi Ciclista del Quebec. La cursa es disputà el 13 de setembre de 2013. Aquesta fou la 25a prova de l'UCI World Tour 2013. Junt al Gran Premi Ciclista de Mont-real, que es disputa dos dies més tard, és una de les dues proves World Tour que es disputen a Amèrica del Nord. Robert Gesink (Belkin Pro Cycling Team) fou el venceor, mentre Arthur Vichot (FDJ) i Greg Van Avermaet (BMC Racing Team) completaren el podi.

## Participants
El 19 equips UCI World Tour són presents en aquesta cursa, així com dos equips convidats, l'equip nacional del Canadà i l'Team Europcar.
| - AG2R La Mondiale - Astana Qazaqstan Team - Belkin Pro Cycling Team - BMC Racing Team - Selecció del Canada - Cannondale - Euskaltel–Euskadi - FDJ - Garmin-Sharp - Team Katusha | - Lampre-Fondital - Lotto-Belisol - Movistar Team - Omega Pharma-Quick Step - Orica-GreenEDGE - RadioShack-Leopard - Team Europcar - Team Saxo-Tinkoff - Team Sky - Vacansoleil-DCM |

## Classificació final
| #  | Ciclista                | Equip                   | Temps      | Punts UCI |
| -- | ----------------------- | ----------------------- | ---------- | --------- |
| 1  | Robert Gesink (NED)     | Belkin Pro Cycling Team | 4h 58' 13" | 80        |
| 2  | Arthur Vichot (FRA)     | FDJ                     | m. t.      | 60        |
| 3  | Greg Van Avermaet (BEL) | BMC Racing Team         | m. t.      | 50        |
| 4  | Fabian Wegmann (GER)    | Garmin-Sharp            | m. t.      | 40        |
| 5  | Rui Costa (POR)         | Movistar Team           | m. t.      | 30        |
| 6  | Niki Terpstra (NED)     | Omega Pharma-Quick Step | m. t.      | 22        |
| 7  | Tom-Jelte Slagter (NED) | Belkin Pro Cycling Team | m. t.      | 14        |
| 8  | Matti Breschel (DEN)    | Team Saxo-Tinkoff       | m. t.      | 10        |
| 9  | Simon Geschke (GER)     | Argos-Shimano           | + 4"       | 6         |
| 10 | Peter Sagan (SVK)       | Cannondale              | + 6"       | 2         |